# Gialloelettrico
Gialloelettrico è un album discografico in studio del cantautore italiano Garbo, pubblicato nel 2005. Vi hanno partecipato Luca Urbani (Soerba), Boosta (Subsonica), Andy (Bluvertigo), Carlo Bertotti (Delta V) e altri musicisti della scena indipendente italiana.

## Tracce
1. Giallo – 3:34
2. Io e te – 3:29
3. Amanti – 4:19
4. Io non miglioro – 4:57
5. Onda elettrica – 3:39
6. Garbo – 3:52
7. Settimo senso – 3:27
8. Andarsene – 4:24
9. Se – 4:39
10. Forse – 3:57